# Miguel de Quirós
Fray Miguel Quirós o de Quirós (Campo de Criptana, Ciudad Real) fue un matemático y genealogista español del siglo XVII.

## Biografía
Nacido en Campo de Criptana, Ciudad Real, tomó el hábito cisterciense de San Bernardo en el Monasterio de Santa María de Huerta, provincia de Soria; fue abad de Junquera y visitador general de la Orden. Imprimió un Super Himnum Animae Propheate in laudem Johannis Baptistae (Santiago, 1644) y diversos opúsculos y tratados matemáticos que se conservaban inéditos en la biblioteca del Monasterio de Huerta hasta la Desamortización; entre otros, Arte gnomónica para fabricar todo género de relojes de sol; Noticias de Aritmética y Tratado muy copioso de resoluciones de muchas dudas curiosas tocantes a números quebrados. También Epigrammata sacroprofana; De los linajes y apellidos de los más de los títulos y grandes de España; Árbol genealógico de los reyes de Portugal y Genealogía de la casa de los Duques de Medinaceli.